# Stane Saksida
Stane Saksida (z vzdevkom Sax), slovenski sociolog, * 11. maj 1931, Ljubljana, † 23. avgust 2023

## Življenje
Obiskoval je osnovno šolo Vrtača ter Prvo državno gimnazijo v Ljubljani. Diplomiral je iz filozofije na Filozofski fakulteti v Ljubljani.
Leta 1953 odšel na Univerzo v München, kjer je eno leto študiral psihologijo in praktično delal  v raziskovalnem laboratoriju. Po vrnitvi je delal v psihološki službi Državnega sekretariata za notranje zadeve v Ljubljani, kjer je sodeloval pri selekcijskih postopkih za miličnike in vodil skupino, ki se je ukvarjala z raziskavo o delikvenci med mladoletniki (Motivacijski mehanizmi in frustracijski stereotipi mladoletnih delikventov). 
Leta 1959 se je zaposlil na Inštitutu za sociologijo in flozofijo, kjer je bil 8 let (1973-81/2?) tudi direktor. Veliko se je izobraževal in deloval tudi v tujini (tri leta na sociološki katedri Univerze v Edinburgu, na Bradfordski univerzi, kot ekspert UNICEF-a za socialno planiranje v Mehiki, na Univerzi v Čikagu, na Univerzi Lomonosova v Sovjetski zvezi, na ruski akademiji znanosti, itd.). 
Bil je častni član Slovenskega sociološkega društva. 
Upokojil se je leta 1985. Živel je v Ljubljani, nazadnje v domu starejših občanov. 
Pokopan je na ljubljanskih Žalah.

## Raziskave
- Življenjski stil in mobilnost
- Socialna stratifikacija in mobilnost
- Planiranje v samoupravljanju
- Slovenija 2000
- Masovna komunikacijska sredstva
- Raziskava za Nedeljski dnevnik
- Prosti čas delavcev (mednarodna raziskava)